# Loi relative à l'information et à la protection des consommateurs dans le domaine de certaines opérations de crédit
Pour les articles homonymes, voir Scrivener.
La loi n°78-22 du 10 janvier 1978 relative à l'information et à la protection des consommateurs dans le domaine de certaines opérations de crédit, dite loi Scrivener I du nom de la secrétaire d’État à la Consommation Christiane Scrivener, est une loi française ayant  pour objectif d'améliorer l’information préalable du consommateur et de le protéger tout au long du remboursement de ses crédits.  Elle renforce la protection de l'emprunteur mais aussi des co-emprunteurs et des personnes s'étant portées caution. Elle sera complétée par la loi Scrivener II.

## Domaine d'application de la loi
La loi s'applique pour les crédits à la consommation et de travaux immobiliers contractés par les particuliers, pour les montants de 200 € à 75 000 € depuis mai 2011 à la suite de la réforme du crédit à la consommation (et non plus pour les montants supérieurs à 21 500 €)  et pour une durée supérieure à 3 mois. La loi s'applique aussi à des ventes ou à des prestations de services dont le paiement est échelonné ou différé.

## Résumé de la loi
La loi impose aux établissements prêteurs un minimum d'information et de protection à l'égard de l'emprunteur :
- L'obligation de formaliser l'offre préalable de crédit par un contrat remis à l'emprunteur et aux co-emprunteurs et cautions éventuelles.
- Mentions obligatoires sur les offres : identité de l'organisme préteur et de l'emprunteur, les conditions du crédit (montant, TEG annualisé (TAEG), durée…) , le montant à rembourser (avec et sans assurance), montant des frais et le coût total final.
- Les conditions reprises dans l'offre préalable sont considérées comme valides pendant une durée minimum de 15 jours après la date d'édition.
- La remise d'un échéancier prévisionnel reprenant la part d'assurance, de capital remboursé et de capital restant du chaque mois,
- En cas de remboursement anticipé, il n'y a pas de frais ou pénalité (la loi Lagarde prévoit de possibles pénalités à partir de 10 000 euros de remboursement anticipé).
- Délai de rétractation de 7 jours ouvrés après la signature de l'offre (ramené à 14 jours ouvrés depuis mai 2011 selon la réforme du crédit à la consommation initiée par Christine Lagarde) par l'acquéreur (Délai ramenable à 3 jours pour les crédits affectés si l'emprunteur en fait expressément la demande par écrit).

Par répercussion, la loi Scrivener s'étend au débit des comptes de particuliers en imposant à la banque au terme de 90 j de débit consécutifs, la mise en place d'une offre de découvert formalisé.  
Dans la pratique les banques limitent ainsi la durée des découverts entre 15 et 25 jours en moyenne par mois (dénommés maintenant facilité de caisse). Des lettres d'information sont ainsi adressées aux clients en débit permanent, successivement envoyées le 25e jour, puis le 40e, puis le 50e. Au 60e jours de débit permanent supérieur à 500 €, une mise en demeure est adressée par la banque, puis à 90 jours, sans offre de découvert formalisé, le client sera fiché au FICP (Fichier des incidents de Crédits aux Particuliers) pour une durée de 5 ans.